# Union nationale des forces populaires
L'Union nationale des forces populaires (UNFP, en arabe : الاتحاد الوطني للقوات الشعبية) est un parti politique marocain de gauche créé le 6 septembre 1959 d'une scission avec le parti de l'Istiqlal. En 1975, la section de Rabat de l'UNFP fait scission et prend le nom de l'Union socialiste des forces populaires. 
L'UNFP a boycotté toutes les consultations électorales et politiques depuis 1972. Depuis la mort en 2005 de son chef historique, Abdellah Ibrahim, l'UNFP n'enregistre plus aucune activité politique notable.

## Genèse: le Mouvement du 25 janvier 1959
L'UNFP trouve son origine première dans le Mouvement du 25 janvier, c'est-à-dire la révolte de l'aile gauche de l'Istiqlal contre la direction du Parti, notamment l'attitude de cette dernière vis-à-vis d'un de ses militants, Abdellah Ibrahim qui était à l'époque Premier Ministre.
Ibrahim, malgré son statut de membre dirigeant du Parti de l'Istiqlal (membre de la commission exécutive), était régulièrement critiqué dans ses actions gouvernementales, critiques dus à la contradiction des deux grands courants de l'Istiqlal, l'aile conservatrice et nationaliste d'Allal El Fassi, Ahmed Balafrej ou M'hamed Boucetta, et celle, progressiste, tiers-mondiste et syndicaliste d'Abderrahim Bouabid, Abdellah Ibrahim ou Mehdi Ben Barka. Cette opposition se retrouvait aussi dans les structures de l'Istiqlal, dont les organes régionaux étaient acquis à l'aile progressiste, alors que l'aile conservatrice gardait le contrôle sur l'appareil central. À côté des sections locales, les membres du mouvement disposait aussi du soutien de nombre d'organisations de jeunesse, notamment les jeunesses ouvrières de l'Union marocaine du travail, à l'époque unique centrale syndicale au Maroc.
Parallèlement, le mouvement tente de reprendre le journal de l'Istiqlal (Al Alam) ce qu'il réussit en partie, puisque nombre de collaborateurs et journalistes choisissent de le quitter et de fonder un nouveau quotidien, Le Libérateur (Al Mouharir/المحرر) dont le premier numéro parait le 2 avril 1959. C'est donc au niveau national que toutes les organisations de jeunesse plus ou moins liées à l'Istiqlal décident de s'en détacher sans faire scission dans l'immédiat. Il s'agissait, pour les dirigeants de la révolte, de contraindre leurs collègues des instances dirigeantes à consentir à l'organisation d'un congrès.

## Fondation de l'UNFP: Congrès du 6 septembre 1959

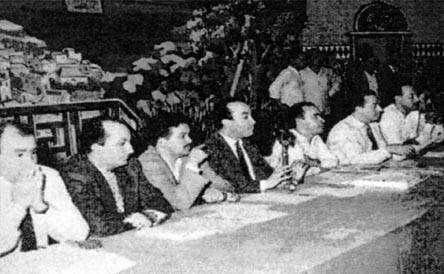
Au Micro, A.Abderrahman el-Youssoufi, à sa droite M.Mohamed Basri, à sa gauche, M.Mehdi Ben Barka, Abdelhadi Boutaleb et Thami El Ouazzani.

Le congrès fondateur de l'UNFP a eu lieu dans une salle de cinéma, le Kawakib, à Casablanca, avec la participation de nombreuses organisations anciennement attachées à l'Istiqlal, dont les Comités régionaux des Fédérations Unies du Parti de l’Istiqlal, les représentants de l’UMT, et des délégués de l’Union Marocaine de la Jeunesse et de l’Union nationale des étudiants du Maroc. Le congrès déboucha sur une résolution demandant aux signataires de "renoncer à leurs affiliation et couleur politiques, pour fonder, dans un climat de sincère fraternité, l’Union Nationale des Forces Populaires", tout en s'assignant une liste d'objectifs dont on peut citer les suivants : 
- la défense de l’indépendance du pays
- le retrait des armées étrangères
- la liquidation des problèmes hérités de l’ère coloniale
- le maintien de la politique de libération économique
- le lancement de la réforme agraire
- l'adoption d’une politique d’industrialisation
- la nationalisation des secteurs économiques vitaux
- l'instauration d’une démocratie réaliste en faveur de laquelle les citoyens pourront — tant localement que sur le plan national — procéder eux-mêmes à la gestion de leurs affaires, dans le cadre d’une monarchie constitutionnelle, sous l’égide de S.M. le Roi Mohamed V
- d’aide et de soutien au peuple algérien dans sa lutte pour l’indépendance, en vue de réaliser l’unité du Maghreb Arabe.

## Répression
En juin 1963, sous prétexte d'un « complot » contre Hassan II, de nombreux militants de l'UNFP sont arrêtés. En juillet, les membres du Conseil national du parti sont emprisonnés à leur tour. Lors du procès du « complot de juillet », Mehdi Ben Barka et onze autres dirigeants de l'UNFP sont condamnés à mort par contumace. Ben Barka sera assassiné près de Paris en 1965.